# George Seaton
George Stenius, conegut artísticament com a George Seaton (South Bend, Indiana, 17 d'abril de 1911 − Beverly Hills, Los Angeles, 28 de juliol de 1979) va ser un guionista, director de cinema i  productor estatunidenc.

## Biografia
George Stenius va començar la seva carrera com a actor de ràdio a Detroit, Michigan i va aconseguir debutar en el cinema amb la pel·lícula The Lone Ranger. Va ser nominat a l'Oscar a la millor direcció per The Country Girl i la seva fama més gran la va aconseguir amb la direcció i guió de Miracle on 34th Street (1947). Va rebre el premi humanitari Jean Hersholt el 1961. Va morir de càncer a la seva casa de Beverly Hills (Califòrnia). Té una estrella al Passeig de la Fama de Hollywood situada en el 1750 de Vine Street.

## Filmografia

### com guionista
- 1937: Un dia a les curses (A Day at the Races)
- 1940: The Doctor Takes a Wife
- 1940: Allò que en diuen amor (This Thing Called Love)
- 1941: That Night in Rio
- 1941: Moon over Miami
- 1941: Charley's Aunt
- 1942: The Magnificent Dope
- 1943: The Meanest Man in the World
- 1943: Coney Island
- 1943: The Song of Bernadette
- 1944: The Eve of St. Mark
- 1945: Diamond Horseshoe
- 1945: Junior Miss
- 1947: The Shocking Miss Pilgrim
- 1947: Miracle on 34th Street
- 1948: Apartment for Peggy
- 1949: Chicken Every Sunday
- 1950: Assetjats (The Big Lift)
- 1950: For Heaven's Sake
- 1952: Anything Can Happen
- 1953: Little Boy Lost
- 1950: For Heaven's Sake
- 1952: Anything Can Happen
- 1953: Little Boy Lost
- 1954: The Country Girl
- 1956: Els orgullosos i els profans (The Proud and Profane)
- 1959: Miracle on 34th Street (TV)
- 1965: 36 Hours
- 1968: Què hi ha de dolent a ser feliç? (What's So Bad About Feeling Good?)
- 1970: Airport
- 1973: Cara a cara (Showdown)
- 1973: Miracle on 34th Street (TV)
- 1978: Little Boy Lost

### Com a director
- 1945: Diamond Horseshoe
- 1945: Junior Miss
- 1947: The Shocking Miss Pilgrim
- 1947: Miracle on 34th Street
- 1948: Apartment for Peggy
- 1949: Chicken Every Sunday
- 1950: The Big lift
- 1950: For Heaven's Sake
- 1952: Anything Can Happen
- 1953: Little Boy Lost
- 1954: The Country Girl
- 1956: The 28th Annual Academy Awards (TV)
- 1956: Els orgullosos i els profans (The Proud and Profane)
- 1957: Williamsburg: The Story of a Patriot
- 1958: Teacher's Pet
- 1961: The Pleasure of His Company
- 1962: The Counterfeit Traitor
- 1963: The Hook
- 1965: 36 Hours
- 1968: Què hi ha de dolent a ser feliç? (What's So Bad About Feeling Good?)
- 1970: Airport
- 1973: Cara a cara (Showdown)

### Com a productor
- 1951: Rhubarb
- 1952: Aaron Slick from Punkin Crick
- 1952: Somebody Loves Me
- 1954: The Country Girl
- 1955: The Bridges at Toko-Ri
- 1957: The Tin Star
- 1958: Teacher's Pet
- 1959: But Not for Me
- 1960: Perduts a la gran ciutat (The Rat Race)
- 1962: The Counterfeit Traitor
- 1963: Twilight of Honor
- 1968: Què hi ha de dolent a ser feliç? (What's So Bad About Feeling Good?)
- 1973: Cara a cara (Showdown)

## Premis i nominacions

### Premis
- 1948. Oscar al millor guió original per Miracle on 34th Street
- 1948. Globus d'Or al millor guió per Miracle on 34th Street
- 1955. Oscar al millor guió original per The Country Girl
- 1962. Jean Hersholt Humanitarian Award

### Nominacions
- 1944. Oscar al millor guió original per The Song of Bernadette
- 1954. Gran Premi del Jurat (Festival de Canes) per Little Boy Lost
- 1955. Oscar al millor director per The Country Girl
- 1955. Palma d'Or per The Country Girl
- 1961. Os d'Or per The Pleasure of His Company
- 1971. Oscar al millor guió adaptat per Airport